# Fausto dos Santos
Fausto dos Santos, más conocido como Maravilha Negra (28 de enero de 1905-28 de marzo de 1939), fue un futbolista brasileño. Fue centrocampista, y jugó para la Selección de fútbol de Brasil en la Copa Mundial de 1930. Murió de tuberculosis. También fue llamado el Milagro Negro. El apodo le fue dado por el público uruguayo durante el Mundial de 1930. Su juego se caracterizó por un fuerte control del balón y una alta seguridad en el pase, incluso con balones largos.

## Clubes como jugador
- Bangu Atlético Clube (1926-1928)
- Club de Regatas Vasco da Gama (1928-1931)
- Fútbol Club Barcelona (1931-1932)
- FC Young Fellows (1933)
- Club Nacional de Football (1934)
- Club de Regatas Vasco da Gama (1934-1935)
- Clube de Regatas do Flamengo (1936-1938)

## Palmarés
- Campeonato Carioca: 1929 y 1934.
- Copa de Cataluña: 1932.

- Datos: Q630223